# Лонгаж
Лонга́ж (фр. Longages, окс. Longatges) — коммуна во Франции, находится в регионе Юг — Пиренеи. Департамент — Верхняя Гаронна. Входит в состав кантона Карбон. Округ коммуны — Мюре.
Код INSEE коммуны — 31303.

## География
Коммуна расположена приблизительно в 620 км к югу от Парижа, в 33 км к юго-западу от Тулузы.
По территории коммуны протекает река Луж.

## Климат
Климат умеренно-океанический. Зима мягкая и снежная, весна характеризуется сильными дождями и грозами, лето сухое и жаркое, осень солнечная. Преобладают сильные юго-восточные и северо-западные ветры.

## Население
Население коммуны на 2010 год составляло 2650 человек.
| 1962 | 1968 | 1975 | 1982 | 1990 | 1999 | 2010 |
| ---- | ---- | ---- | ---- | ---- | ---- | ---- |
| 934  | 921  | 1101 | 1332 | 1691 | 1900 | 2650 |

## Экономика
В 2010 году среди 1682 человек трудоспособного возраста (15—64 лет) 1245 были экономически активными, 437 — неактивными (показатель активности — 74,0 %, в 1999 году было 72,7 %). Из 1245 активных жителей работали 1166 человек (589 мужчин и 577 женщин), безработных было 79 (36 мужчин и 43 женщины). Среди 437 неактивных 143 человека были учениками или студентами, 118 — пенсионерами, 176 были неактивными по другим причинам.

## Достопримечательности
- Замок Сент-Мари[фр.] (XVI век). Исторический памятник с 1984 года[4]
- Церковь Св. Андрея (XIV век). Исторический памятник с 1979 года[5]
- Публичная библиотека (бывшая мэрия, 1907 год). Исторический памятник с 1999 года[6]

## Фотогалерея
- Крытый рынок
- Вокзал
- Праздник ассоциации Labour Passion
- Карта коммуны